# بازیگر مهمان

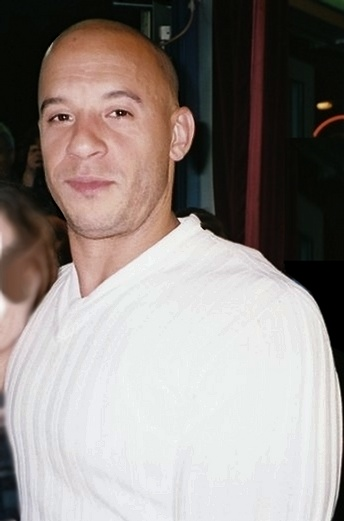
مهمانان ویژه ی شرکت کننده

در کسب و کار نمایش بازیگر مهمان به مشارکت یک بازیگر خارجی (مانند یک نوازنده یا بازیگر) در رویدادی مانند ضبط موسیقی یا کنسرت، نمایش و غیره گفته می‌شود، هنگامی که آن بازیگر عضو گروه بازیگران اصلی مجموعه نیست. فرد یا گروه اجرا کننده دیگر در موسیقی، از چنین مجری خارجی اغلب به عنوان یک هنرمند میهمان یاد می‌شود. در هنر اجرا، اصطلاحات نقش مهمان یا ستاره مهمان نیز متداول است، اصطلاح دوم به‌طور خاص نشان دهنده حضور یک بازیگر مهمان مشهور است.
در موسیقی پاپ، اجراهای مهمان اغلب با اصطلاح feat توصیف می‌شود . (abbr. as ft.) یا با (abbr. as w /).
در یک سریال تلویزیونی، ستاره مهمان بازیگری است که در یک یا چند قسمت (گاهی یک آرک داستانی) ظاهر می‌شود.
در برنامه‌های رادیویی و تلویزیونی، یک ستاره مهمان، میهمان نمایش است که مشهور است.

## هنرهای نمایشی کلاسیک
نمایش‌های مهمان قرن‌ها در تئاتر، باله و موسیقی کلاسیک شناخته شده بوده‌است و میهمانان هم از داخل کشور و هم از خارج از کشور حضور داشتند. ظهور حمل و نقل هوایی این عمل را بسیار کاربردی تر و جهانی تر کرده‌است.
در موسیقی کلاسیک، استفاده از رهبر ارکستر مهمان یک روش معمول است.

## دلایل حضور مهمان
یک دلیل مشترک برای حضور مهمان جلب توجه به یک عمل با حضور یک شخص مشهور در آن است؛ و برعکس، در محیط مد و صنعت نمایش، ستارگان مسن تر با در ارتباط بودن با ستارگان نوظهور، خود را در کانون توجه قرار می‌دهند.
در رپ، بازیگران مهمان متقابل و چندگانه به عنوان روشی برای تنوع بخشیدن به عملکرد شناخته شدند.
در تئاتر و باله، بازیگرهای مهمان، نمایش و تجربه بازیگران را تحت عنوان رقصندگان مختلف متنوع می‌کند و فرصت‌های بازیگری بیشتری می‌دهد. در مقابل، یک ستاره میهمان از گروه دریافت کننده سود می‌برد و الهام و تکنیک جدیدی به همراه می‌آورد. تماشاگران از تنوع و مزایای تجاری تئاتر نیز استقبال می‌کنند: خبره‌های تئاتر برای دیدن همان قطعه با یک ستاره جدید می‌آیند.

## اشکالات
تجاری سازی سیاست مهمانان نیز ممکن است عواقب منفی داشته باشد. تئاترهای محلی ممکن است فرصت‌های رشد را برای مجریان خود به نفع میهمانان محدود کنند. بعضی اوقات تمرین‌های دوره ای برای ادغام کامل سبک‌های خانه و مهمان ناکافی است. گشت و گذار باعث افزایش بار جسمی یک بازیگر می‌شود. همچنین با عوامل استرس زا همراه است: از پرواززدگی تا تأخیر در سفر پیش‌بینی نشده.